# Ryan Seager
Ryan Paul Seager (Yeovil, 5 februari 1996) is een Engels voetballer die doorgaans als aanvaller speelt. Hij stroomde in 2013 door vanuit de jeugd van Southampton.

## Clubcarrière
Seager werd op zesjarige leeftijd opgenomen in de jeugdacademie van Southampton. Op 24 februari 2015 debuteerde Seager voor Southampton in de vierde ronde van de FA Cup tegen Crystal Palace. Hij mocht na 72 minuten invallen voor Shane Long. Southampton verloor de bekerwedstrijd in het eigen St. Mary's Stadium met 2–3. Hij heeft nog een doorlopend contract tot medio 2015 bij The Saints.

## Interlandcarrière
Seager debuteerde op 10 februari 2013 voor Engeland –17, waarvoor hij in totaal twee interlands afwerkte.